# Körnerův dub ve Šluknově
Körnerův dub je od roku 2016 památným stromem ve Šluknově v okrese Děčín. Strom je výraznou solitérou a pohledovou dominantou v malém parku při Tyršově ulici. Jedinec dle dat z roku 2015 dosahoval výšky 26 m a obvodu kmene 374 cm. Dub letní byl vysazen v roce 1913 při příležitosti odhalení pomníku k připomínce stého výročí od úmrtí německého básníka Theodora Körnera (1791–1813). Drobný pomník byl po druhé světové válce po dlouhé dekády považován za ztracený, než byl nalezen deponovaný v nedalekém průmyslovém areálu a v roce 2013 opětovně osazen na původní místo určení.

## Galerie
- Interiér stromu a větvení koruny
- Pomník Theodora Körnera při patě památného dubu
- Památný strom v pozdně letním aspektu

## Památné stromy v okolí
- Jedle nikkoská ve Šluknově
- Jedlovec kanadský ve Šluknově